# Silűsztej járás
Silűsztej járás (mongol nyelven: Шилүүстэй сум) Mongólia Dzavhan tartományának egyik járása. Területe 2700 km². Népessége 2450 fő.
Székhelye Balgataj (Балгатай), mely 136 km-re délkeletre fekszik Uliasztaj tartományi székhelytől.